# Coyame, Chihuahua
Coyame är en ort i Mexiko.   Den ligger i kommunen Coyame del Sotol och delstaten Chihuahua, i den norra delen av landet, 1 300 km nordväst om huvudstaden Mexico City. Coyame ligger 1 258 meter över havet och antalet invånare är 709.
Terrängen runt Coyame är kuperad åt nordost, men åt sydväst är den platt. Terrängen runt Coyame sluttar österut.  Trakten runt Coyame är nära nog obefolkad, med mindre än två invånare per kvadratkilometer. Det finns inga andra samhällen i närheten. Omgivningarna runt Coyame är i huvudsak ett öppet busklandskap.